# 归连铁路
归连铁路是四川省内江市资中、威远两县的一条地方铁路。从成渝铁路归德乡站上行端引出，经鱼溪镇，跨成渝高速公路，穿铁佛镇至连界镇，全长31千米，是位于连界镇的威远钢铁厂的货运专线。设计年运量1200万吨。
该铁路业主为四川省地方铁路局、四川省川威集团有限公司、内江市国有资产经营管理有限公司于2005年7月7日共同出资组建的四川归连铁路有限公司。

## 线路
该铁路设计为地方铁路I级，准轨单线，最大坡度14‰，最小曲线半径350米，东风8B型内燃机车牵引。全线设归德乡站 、梨子沟站（会让站，站后工程缓建）、  铁佛站和连界站，正线铺轨30.443公里，预留电气化，架设桥梁135孔（其中24米梁18孔32米梁117孔）。

## 历史
该项目于2003年5月开始立项。 2007年3月全线实施拆迁，2007年4月下旬动工修建，计划投资7亿元。2009年12月28日全线铺架贯通，2010年4月23日完成初步验收。2010年7月通过安全评估。2010年8月12日正式通车运营。项目决算总投资10.18亿元。
2010年完成货运量61.24万吨、换算周转量1837万吨公里、运输收入1731万元。2011年完成货运量413.55万吨、周转量12406万吨公里、运输收入11362万元。 
随着连界镇-汪洋镇-仁寿县-乐山-燕岗的连乐铁路的建设，将形成成渝铁路到成昆铁路的联络线。